# Rotala serpiculoides
Rotala serpiculoides là một loài thực vật có hoa trong họ Lythraceae. Loài này được Welw. ex Hiern miêu tả khoa học đầu tiên năm 1871.